# تشارلي ترافورد
تشارلي ترافورد هو لاعب كرة قدم كندي في مركز الوسط، ولد في 24 مايو 1992 في كالغاري في كندا. شارك مع منتخب كندا لكرة القدم. أما مع النوادي، فقد لعب مع كورونا كييلتسى وكووبيون بالوسيورا ونادي توركو ونادي ماريهامن.

## وصلات خارجية
- تشارلي ترافورد على موقع قاعدة بيانات كرة القدم.إي يو (الإنجليزية)
- تشارلي ترافورد على موقع ناشيونال فوتبول تيمز (الإنجليزية)
- تشارلي ترافورد على موقع Soccerway.com (الإنجليزية)